# Конъюгация у водорослей

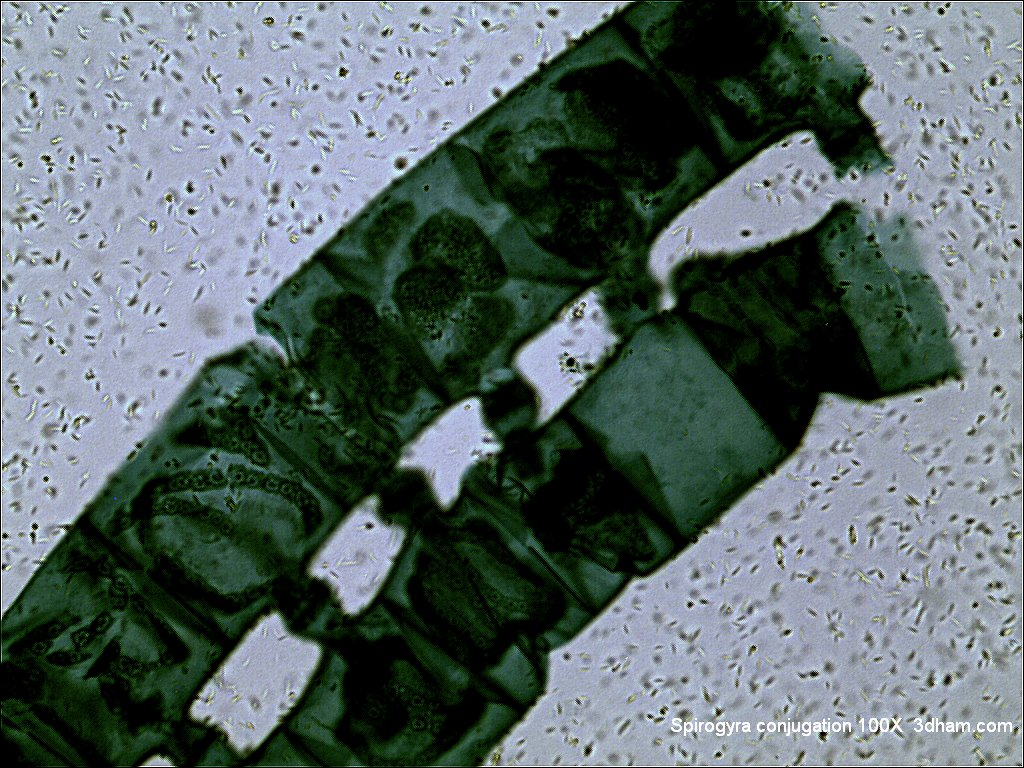
Конъюгация у Спирогира|спирогиры (Spirogyra).

Конъюга́ция у во́дорослей — тип полового процесса, при котором сливаются обычные вегетативные клетки (не гаметы), лишённые жгутиков (этим конъюгация отличается от хологамии, при которой тоже сливаются вегетативные клетки, но имеющие жгутики).
Встречается у некоторых зелёных и диатомовых водорослей.

## Конъюгация спирогиры
Наиболее известным примером конъюгации у водорослей является конъюгация у зелёной водоросли спирогиры (Spirogyra). При этом клетки двух соседних нитей различных типов спаривания («+» и «-») соединяются между собой боковыми выростами. Образуется копуляционный канал, по которому протопласт одной клетки перетекает в другую и сливается с содержимым последней. Клетка, в которой произошло слияние (т.е. зигота), закругляется, отделяется от нити и, одеваясь толстой оболочкой, превращается в зигоспору. Зигоспора перезимовывает и весной делится мейозом, давая 4 гаплоидные споры, три из которых отмирают, а одна прорастает в молодую нить. Все стадии, кроме зиготы и зигоспоры, — гаплоидны.